# موزه نئاندرتال
موزه نئاندرتال (انگلیسی: Neanderthal Museum)، یک موزه در متمان، آلمان است. این نمایشگاه در سال ۱۹۹۶ تأسیس شد. در محل اولین کشف انسان نئاندرتال در دره نئاندرتال واقع شده است، نمایشگاهی با محوریت فرگشت انسان است.

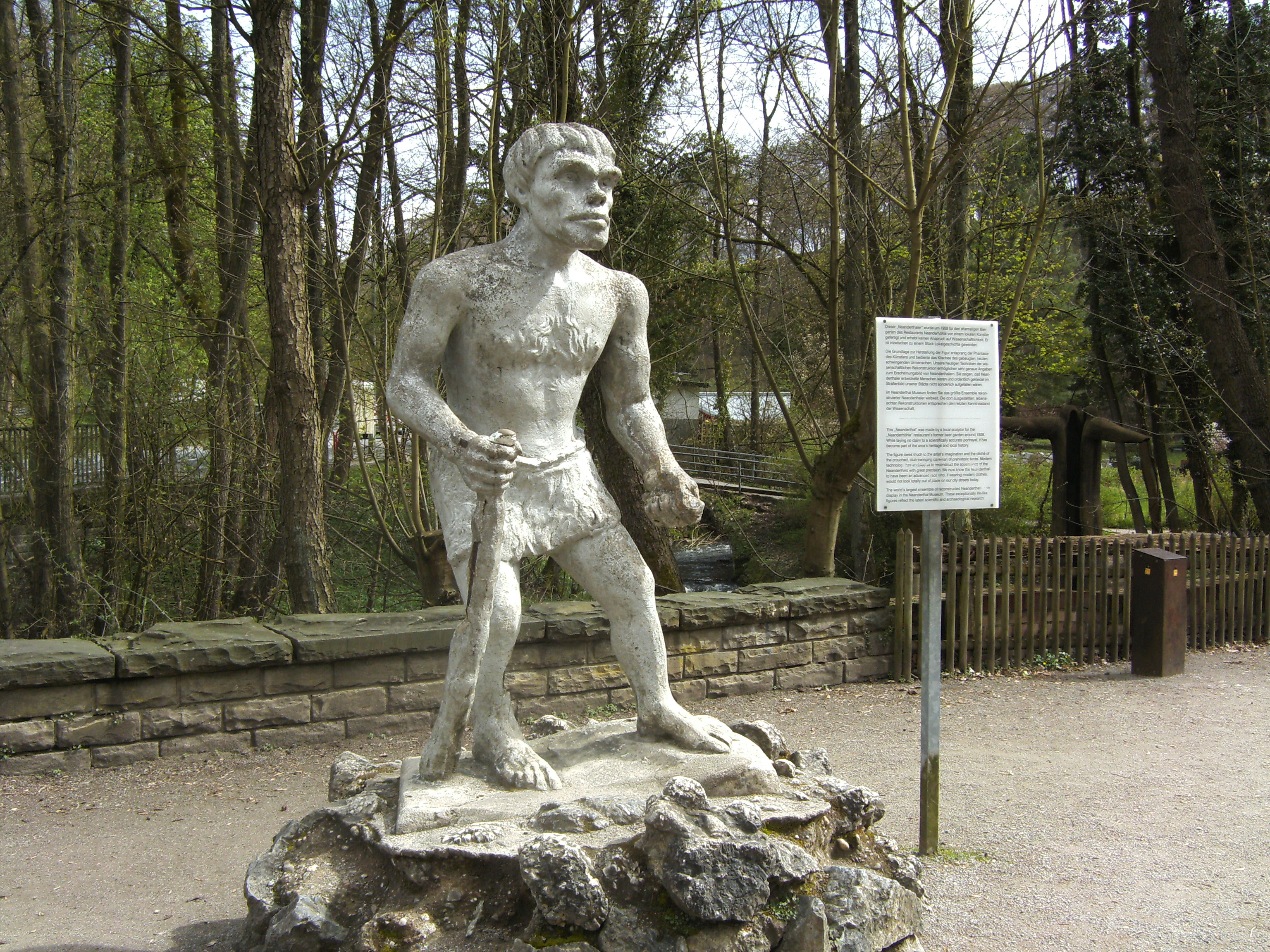
مجسمه بازسازی شده یک نئاندرتال ساخته شده در سال ۱۹۲۸ در محوطه موزه به نمایش گذاشته شده است.